# Wat Phra Kaeo

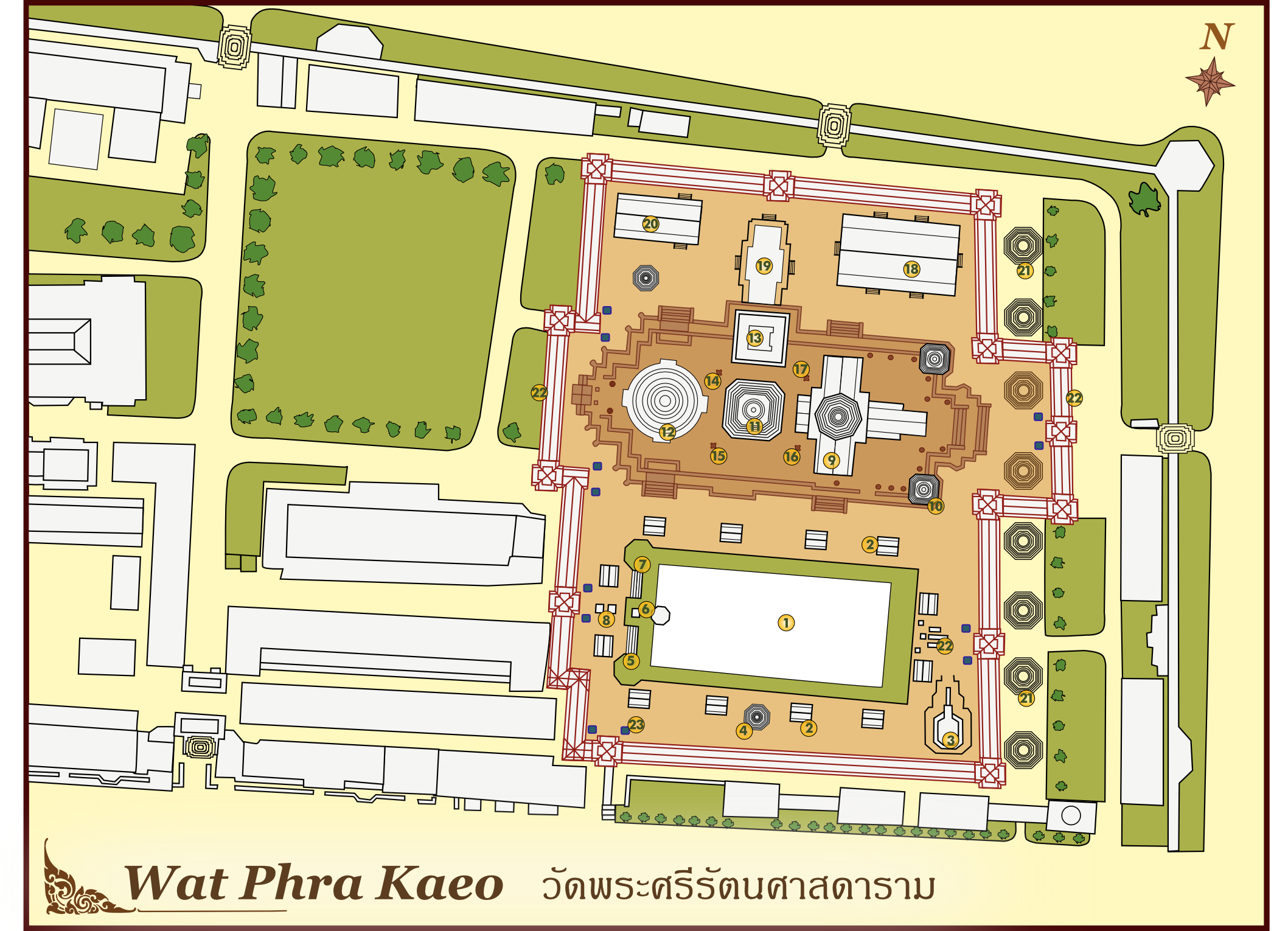
Übersichtskarte des Tempelgeländes Wat Phra Kaeo

Wat Phra Kaeo (thailändisch วัดพระแก้ว), wörtl.: Tempel des Smaragd-Buddha, offizieller Name Wat Phra Sri Rattana Satsadaram, ist der Tempel des Königs im alten Königspalast in Bangkok.

## Die wichtigsten Bestandteile

### Die Gebäude südlich der Oberen Terrasse

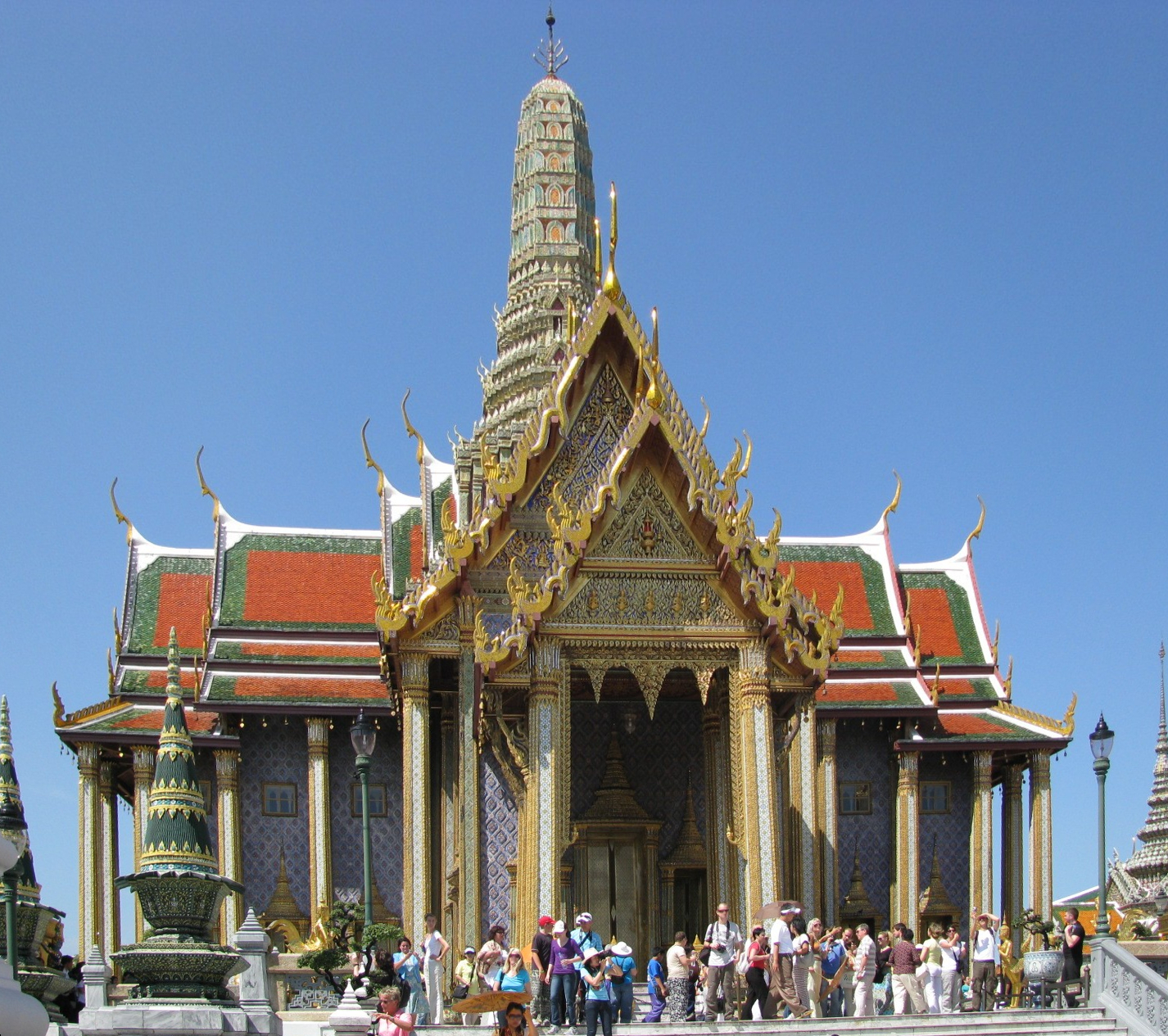
Prasart Phra Thepbidorn (Königliches Pantheon) des Wat Phra Kaeo

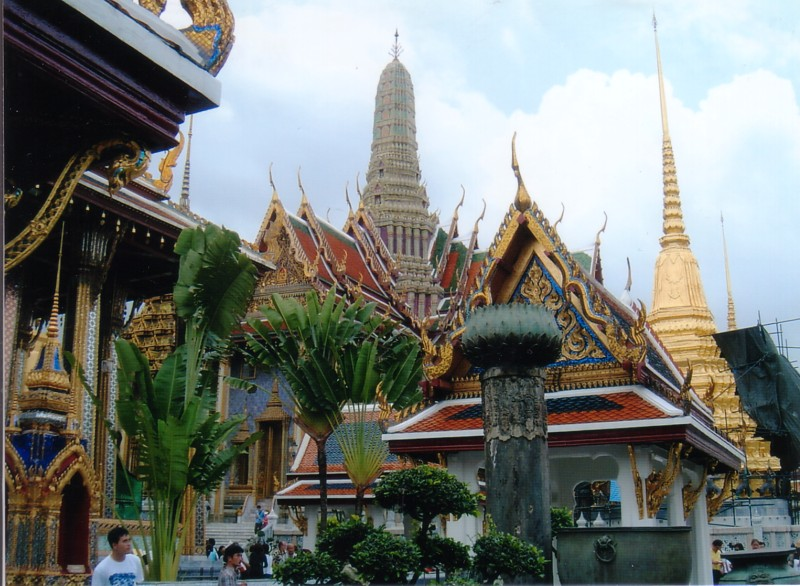
Innenhof des Wat Phra Kaeo

- Die Kapelle des Smaragd-Buddha (Thai: Phra Ubosot) – hier ist die Hauptattraktion, die den Smaragd-Buddha beherbergt.
  - Der Smaragd-Buddha sitzt auf einem vergoldeten Thron, der bereits während der Regierungszeit von König Phra Phutthayotfa Chulalok (Rama I.) hergestellt wurde. König Phra Nang Klao (Rama III.) fügte unter dem Thron noch eine zusätzliche Basis ein, so dass der Smaragd-Buddha jetzt in der luftigen Höhe von 11 Metern thront.
  - Er ist umgeben von zehn Gekrönten Buddha-Statuen in der Handhaltung „den Ozean aufhaltend“. Sie wurden Mitgliedern der Chakri-Dynastie der ersten bis dritten Regierungszeit gewidmet.
  - Vor dem Smaragd-Buddha befindet sich Phra Samphuttha Phanni (พระสัมพุทธพรรณี), eine Buddha-Statue in einem ungewöhnlichen Stil, die im Auftrag von Prinz Mongkut (dem späteren Rama IV.) erschaffen worden war, als er Abt im Wat Bowonniwet war. Sie sollte eine astrologische Berechnung und eine Reliquie des Buddha beherbergen.
  - Der Thron wird von zwei etwa 3 Meter großen, stehenden Buddha-Figuren flankiert. Sie wurden von König Phra Nang Klao (Rama III.) im Jahre 1841 erschaffen und den beiden ersten Königen der Chakri-Dynastie gewidmet. Auch sie haben die Handhaltung „den Ozean aufhaltend“ (auf Thai: Ham Samut), sie sind vergoldet und mit Edelsteinen verziert. Die Figur, die nördlich vom Smaragd-Buddha steht, bekam den Namen Phra Phuttha Yotfa Chulalok („der Buddha, der über dem Himmel und der Krone der Welt ist“), die südliche Phra Phuttha Loetla Naphalai („der Buddha, der der beste der Erde ist und im Himmel erscheint“). Der König erließ daraufhin, dass sein Großvater (König Rama I.) von nun an den offiziellen Namen der nördlichen Statue tragen solle, und sein Vater (König Rama II.) den Namen der südlichen Figur.
  - Die Wände sind vom Boden bis an die Decke mit hervorragenden Wandgemälden bedeckt, die Szenen aus dem Leben des Buddha zeigen. Auf der Ostwand ist z. B. die Versuchung des Buddha dargestellt, und wie er mit Hilfe der Erdgöttin Mae Thorani die Dämonen in magischen Fluten ertränkt. Die Westwand zeigt die buddhistische Weltsicht, die „Drei Welten“ (Traiphum), mit dem Berg Meru im Mittelpunkt.
  - Die hohen Türen mit wertvollen Perlmutter-Einlagen wurden ebenfalls in der Regierungszeit von Phra Phutthayotfa Chulalok (Rama I.) in einem Stil hergestellt, der in der alten Hauptstadt des Königreiches Ayutthaya üblich war.
  - Die sechs Eingänge zum Ubosot werden von sechs Paaren von Bronze-Löwen im „Khmer-Bayon-Stil“ bewacht. Das erste Paar wurde auf Geheiß von König Phra Phutthayotfa Chulalok aus Angkor (Kambodscha) nach Bangkok gebracht, die anderen wurden nach dieser Vorlage kopiert.
- Der Phra Ubosot ist umgeben von einer niedrigen Mauer, der Juwelenmauer (Kampheng Kaeo), in die kleine Türmchen für die 8 Bai Sema (Grenzsteine) integriert sind.
- Außerhalb der Mauer befinden sich in regelmäßigen Abständen 12 Sala Rai, luftige, offene Pavillons zum Ausruhen, die schon in der Regierungszeit von König Phra Phutthayotfa Chulalok erschaffen wurden.
- An der südlichen Querseite steht ein Hor Rakhang, ein Glockenturm (siehe dazu: Wat).

### Die Obere Terrasse mit 4 Hauptmonumenten

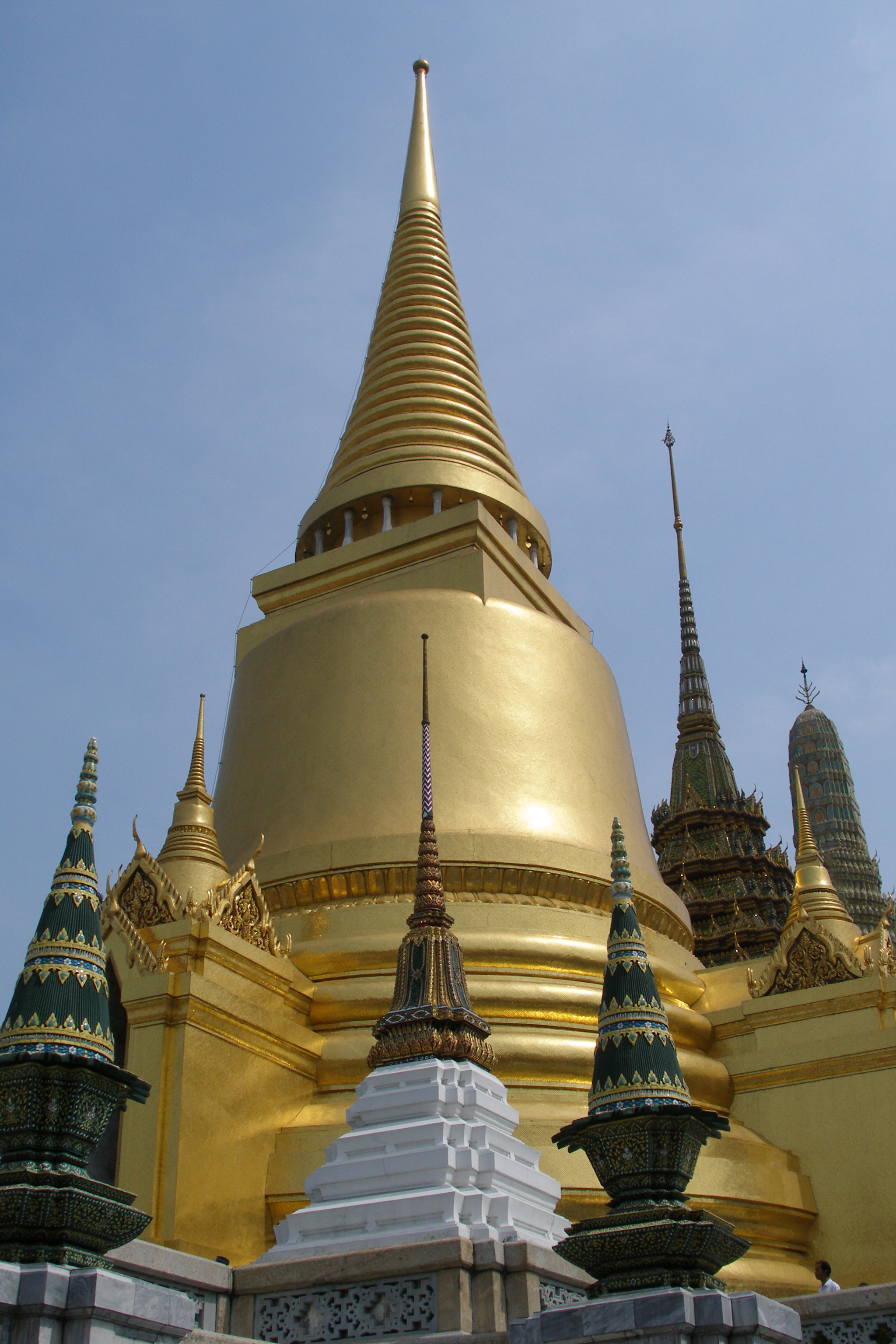
Phra Sri Rattana Chedi

- Phra Sri Rattana Chedi – Die Goldene Chedi ist ein Reliquienschrein, sie soll ein Bruchstück vom Brustbein des Buddha enthalten. Sie wurde nach dem Vorbild der drei Chedis des Wat Phra Si Sanphet in Ayutthaya erschaffen.
- Phra Mondop (Aufbewahrungsort für heilige Palmschriften). Ursprünglich befand sich an dieser Stelle ein Hor Trai (Bibliotheksgebäude) im Ayutthaya-Stil, welches zum Schutz vor Ameisen in einem kleinen Teich stand. Noch während der Regierungszeit von König Phra Phutthayotfa Chulalok wurde dieses Gebäude durch den heutigen Mondop ersetzt.
- Prasart Phra Thepbidorn – königliches Pantheon mit lebensgroßen Statuen der früheren Herrscher der Chakri-Dynastie.
- Miniaturmodell von Angkor Wat, in Auftrag gegeben von König Mongkut, aber erst zur 100-Jahr-Feier im Jahre 1882 fertiggestellt.
- Zwei Gold-Chedis flankieren den östlichen Treppenaufgang zur Terrasse. Sie wurden von König Phra Phutthayotfa Chulalok (Rama I.) zu Ehren seines Vaters und seiner Mutter erbaut. Zur 100-Jahr-Feier im Jahre 1882 wurden die Karyatiden ergänzt (siehe Foto). Die haben zwar das Aussehen von Dämonen, tragen aber eine thailändische Krone. Sie sind Figuren aus dem Drama Ramakien nachempfunden.
- Ebenfalls zur 100-Jahr-Feier ließ König Chulalongkorn (Rama V.) vierzehn Statuen mythologischer Wesen nach Vorbildern aus der Zeit von König Phra Nang Klao (Rama III.) nachgießen (siehe Foto). Diese Wesen bevölkern nach altem Glauben den Himaphan-Wald („Schnee-Wald“), der sich an den Hängen des mythologischen Berges Meru, dem Zentrum der Welt, befindet (siehe dazu Weblinks unten). Neben diesen vergoldeten Figuren sind noch viele weitere Nachbildungen von Fabeltieren auf dem Gelände des Tempels zu finden.

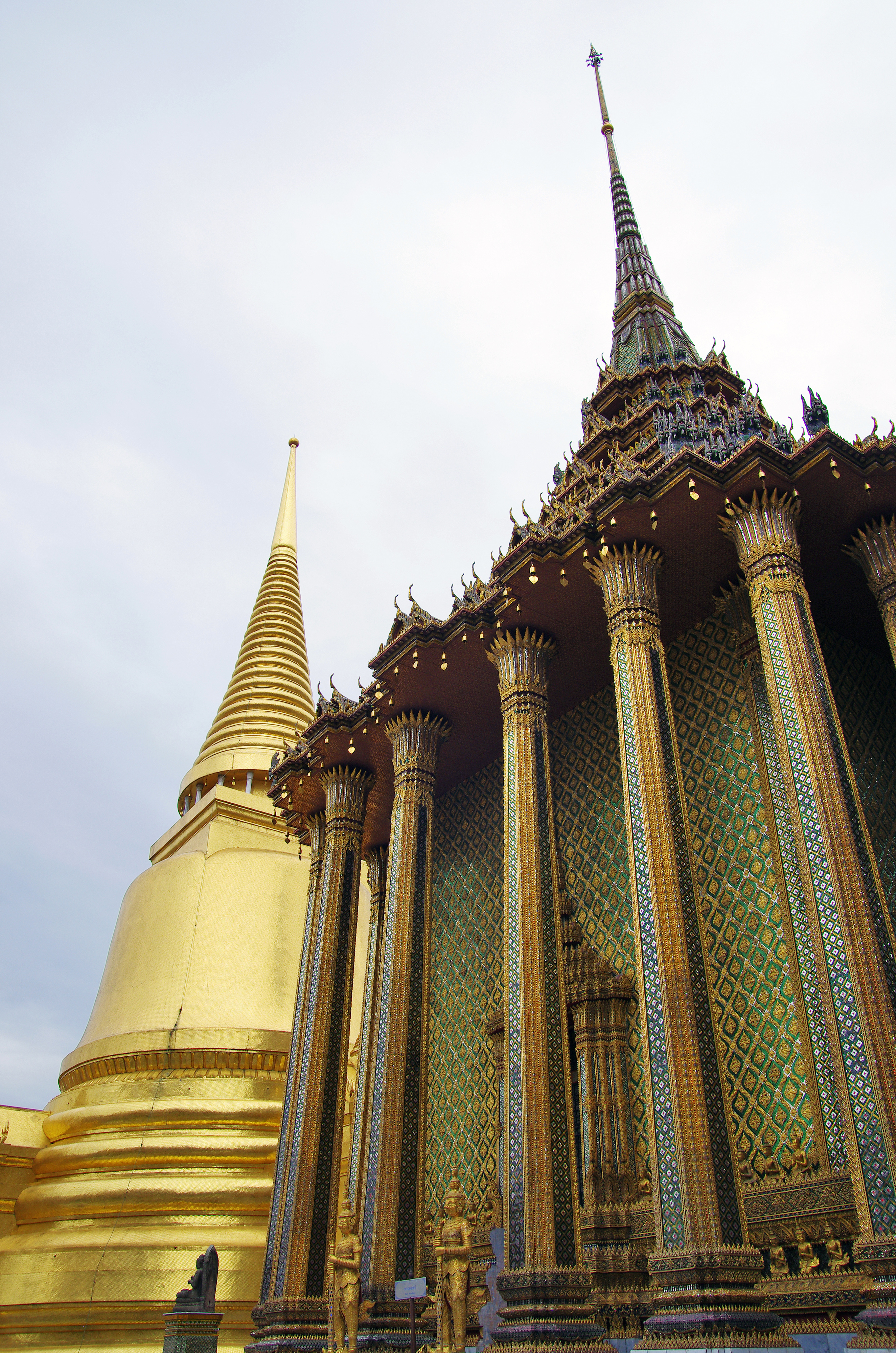
Phra Mondop (die Bücherei, im Vordergrund) und Phra Sri Rattana Chedi
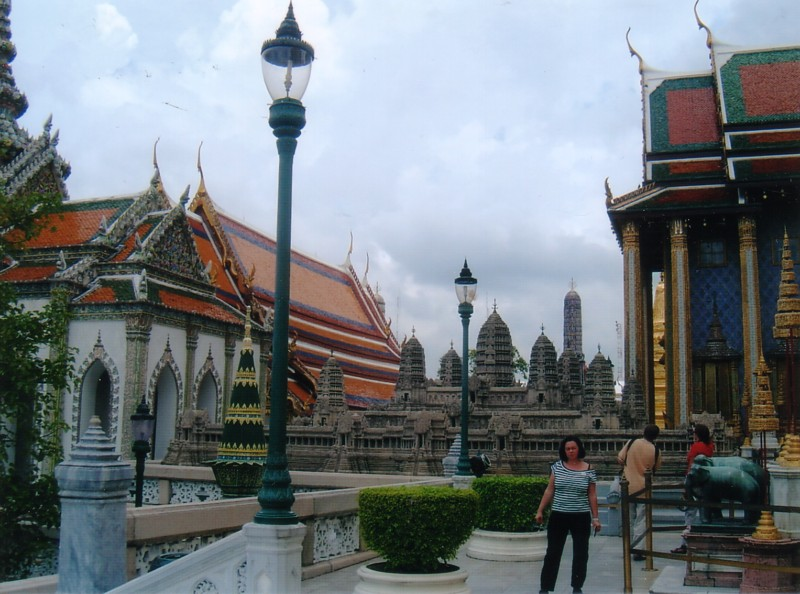
Miniatur des Angkor Wat auf der Oberen Terrasse
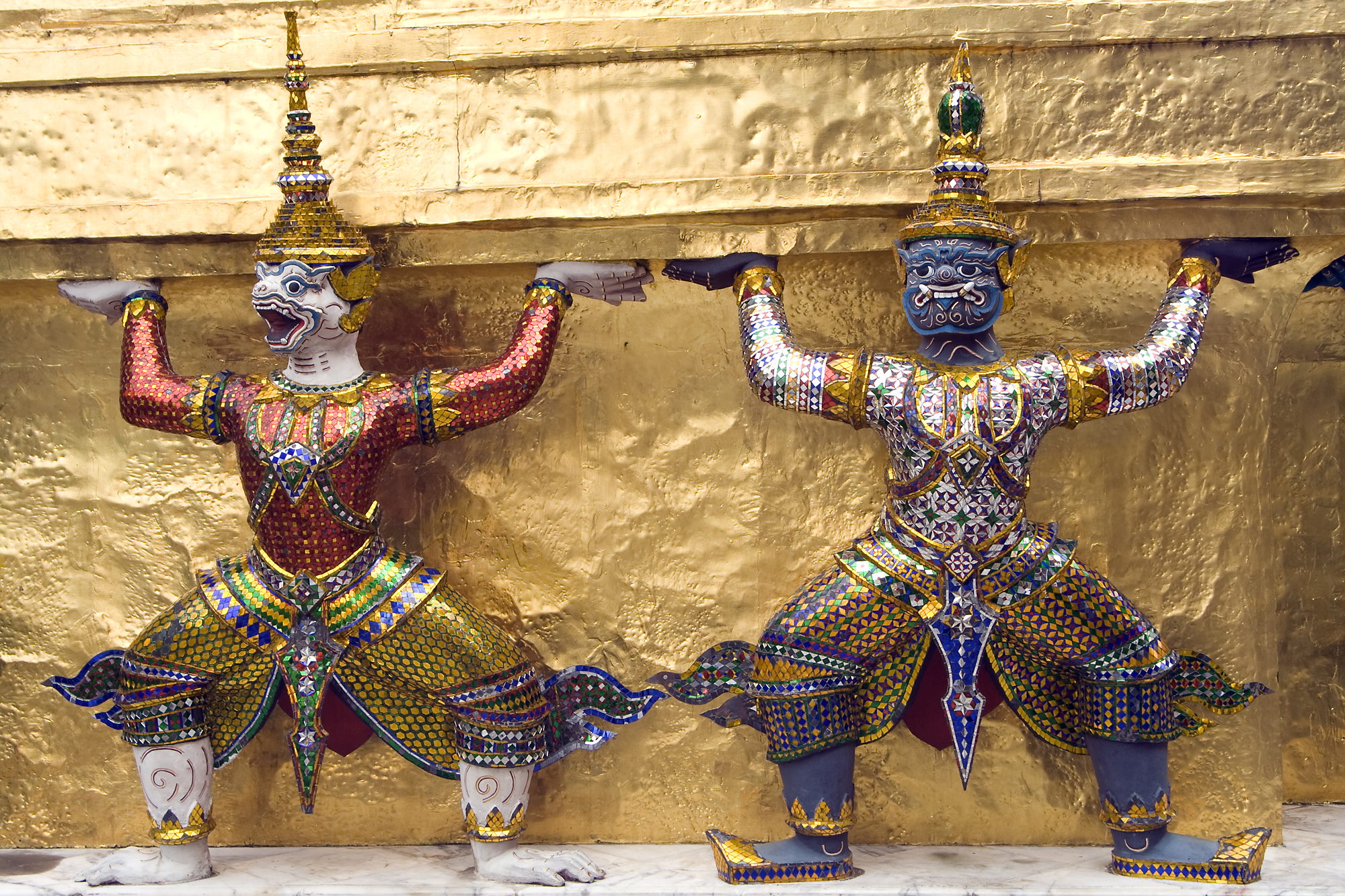
Karyatide an der Gold-Chedi
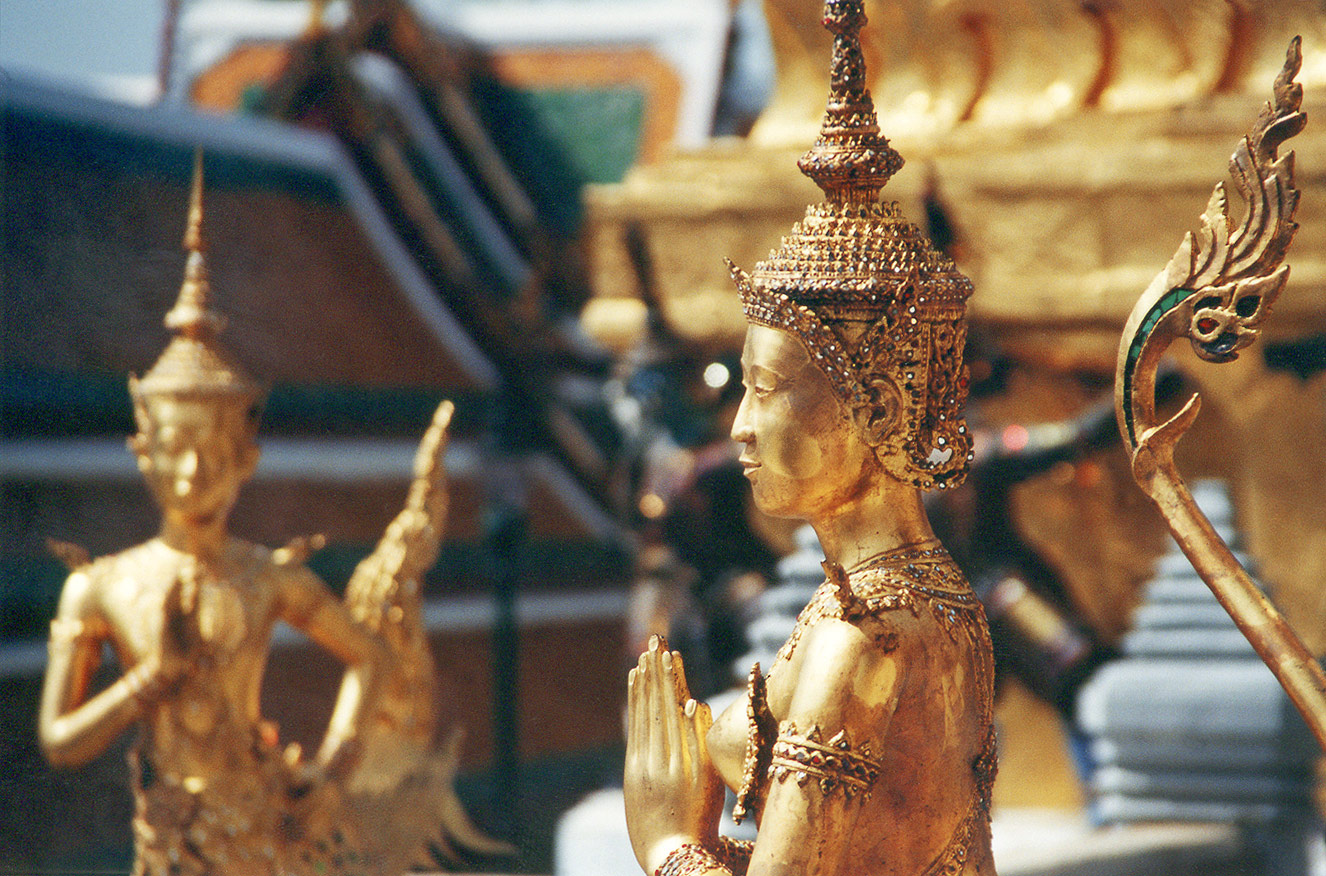
Vergoldete Statuen mythologischer Wesen des Himaphan-Waldes auf der Oberen Terrasse

- An den vier Seiten der Bibliothek stehen vier Monumente der Königlichen Insignien (Phra Borom Ratchasanyarak), die Sinnbilder für die Könige der Chakri-Dynastie enthalten. Die ersten drei Denkmäler wurden von König Chulalongkorn (Rama V.) zur ersten Hundertjahrfeier von Bangkok 1883 in Auftrag gegeben. Das vierte im Nordosten der Bibliothek wurde im Auftrag von Prinzessin Maha Chakri Sirindhorn zur 200-Jahr-Feier von Bangkok erbaut. Die Denkmäler stehen auf einem rechteckigen Marmorsockel, auf deren Seiten Inschriften an die jeweiligen Könige erinnern. Nur zwei Denkmäler enthalten die Symbole für einen einzigen König (im Südosten für Mongkut, im Südwesten für König Chulalongkorn), in den anderen sind an den verschiedenen Seiten die Symbole verschiedener Könige zu sehen. Rund um die Monumente stehen zahlreiche Bronze-Skulpturen von Elefanten, die die weißen Elefanten der thailändischen Könige repräsentieren.

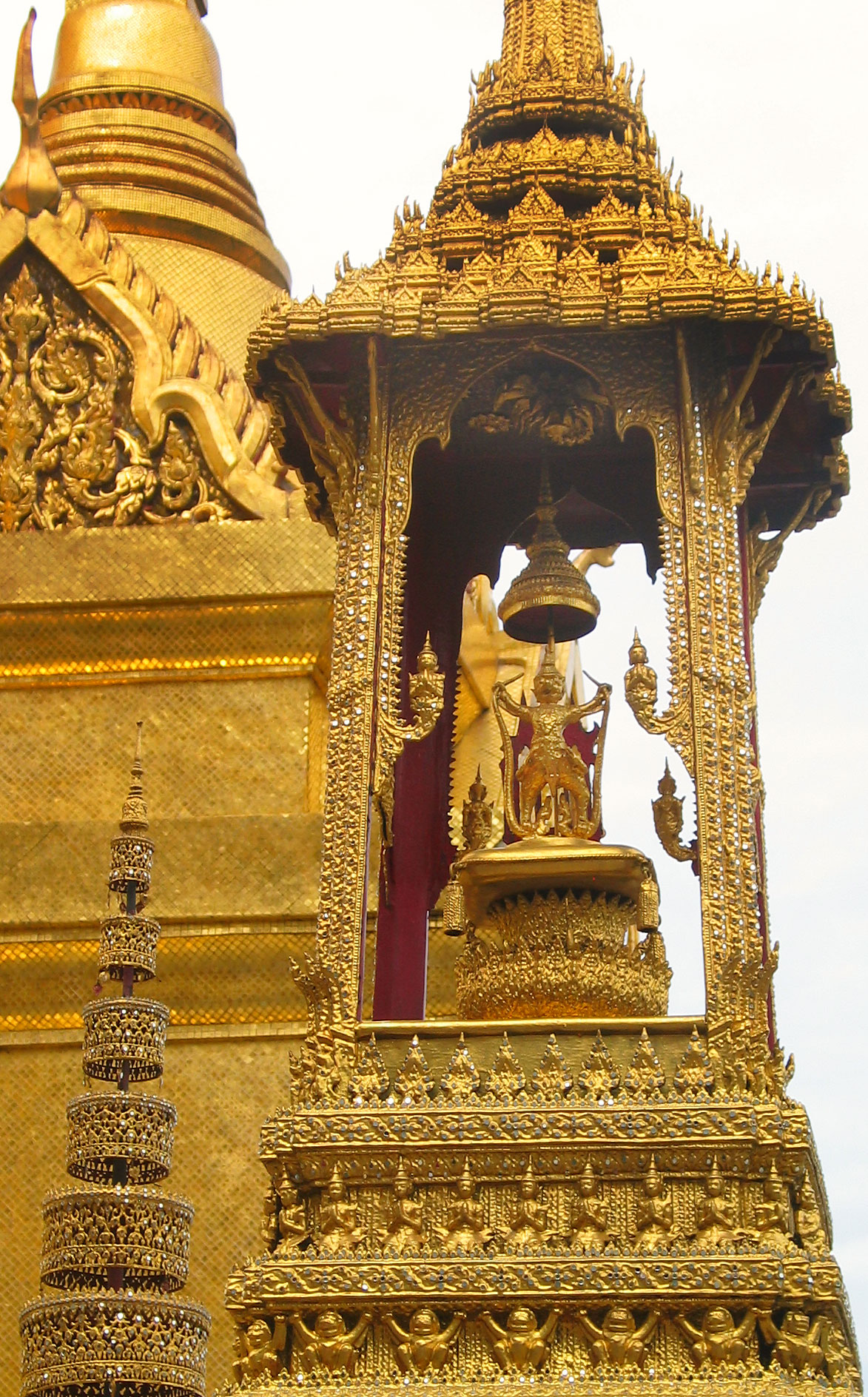
Denkmal für König Phra Phutthaloetla (Rama II.)
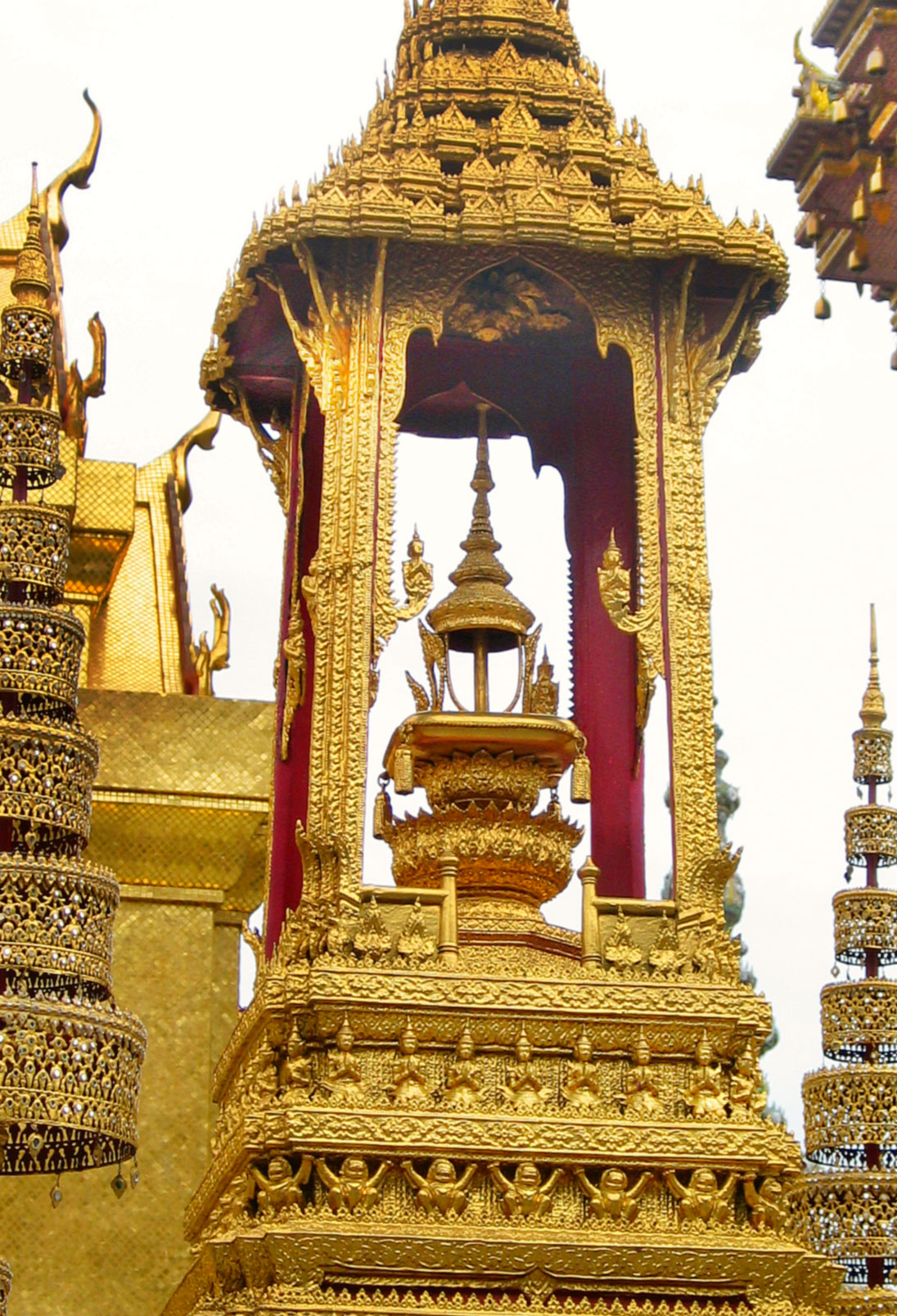
Denkmal für König Mongkut (Rama IV.)
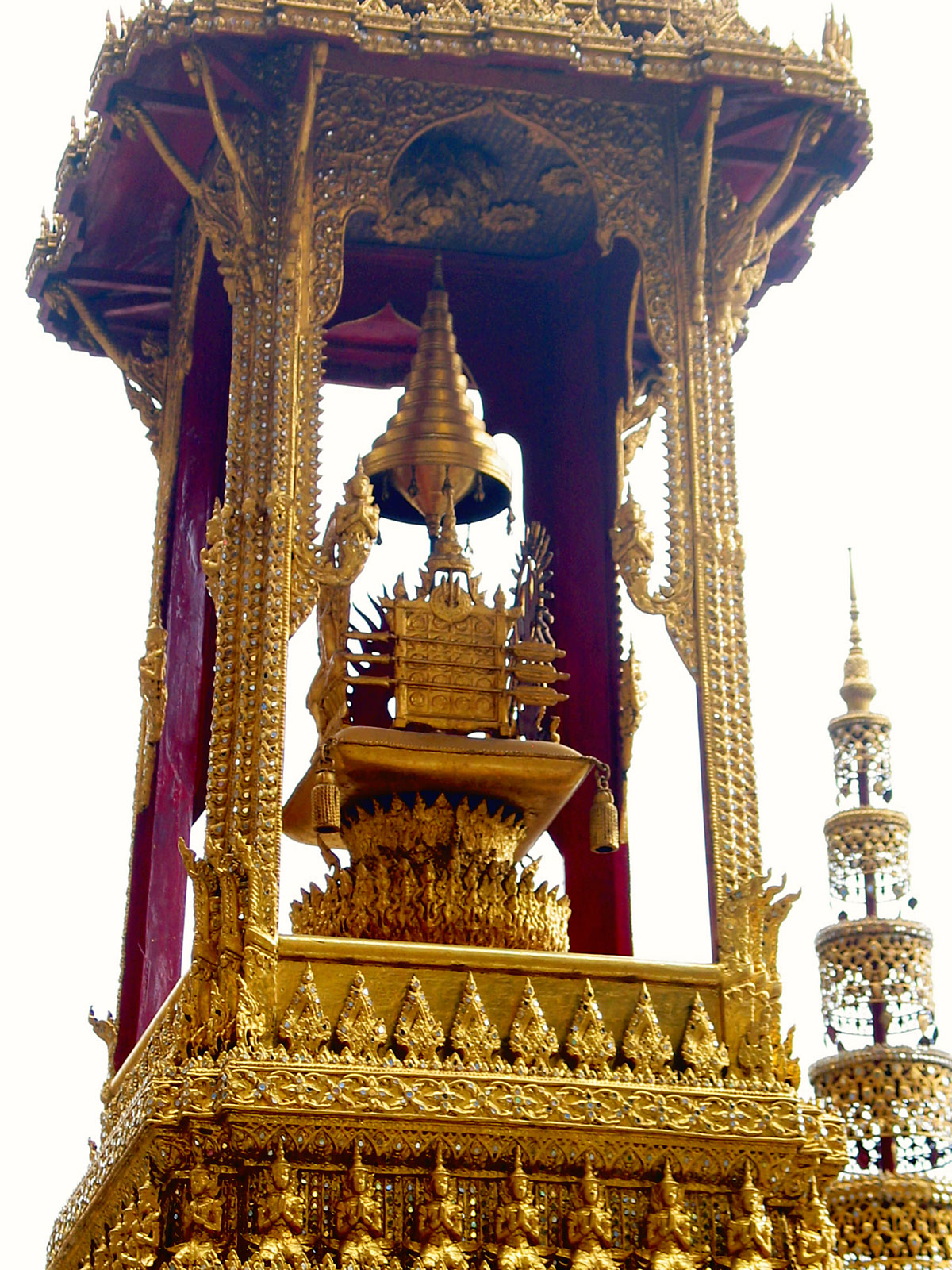
Denkmal für König Prajadhipok (Rama VII.)
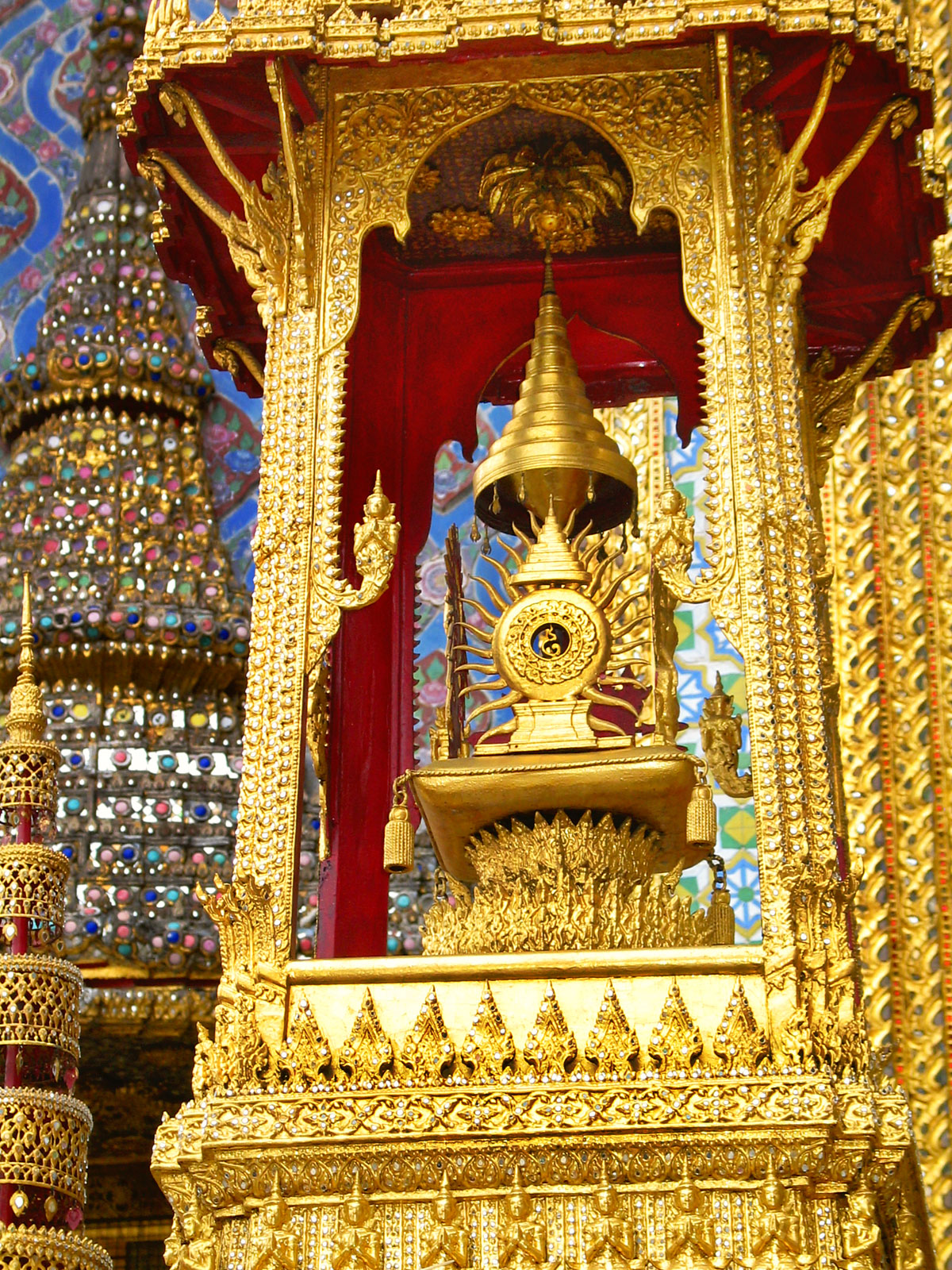
Denkmal für König Bhumibol Adulyadej (Rama IX.)

### Nebengebäude (nördlich unterhalb der Oberen Terrasse)
- Hor Phra Nak ist heute das Mausoleum der königlichen Familie. Es wurde ursprünglich erbaut, um den Phra Nak, eine Buddha-Statue zu beherbergen, die aus der alten Hauptstadt Ayutthaya gerettet werden konnte. Nak ist der thailändische Name für eine Legierung aus Gold und Kupfer.
- Viharn Yod – in diesem Viharn ist heute der Phra Nak untergebracht.
- Hor Phra Monthien Dharma (Handschriftenbibliothek)

### Östlich der Oberen Terrasse

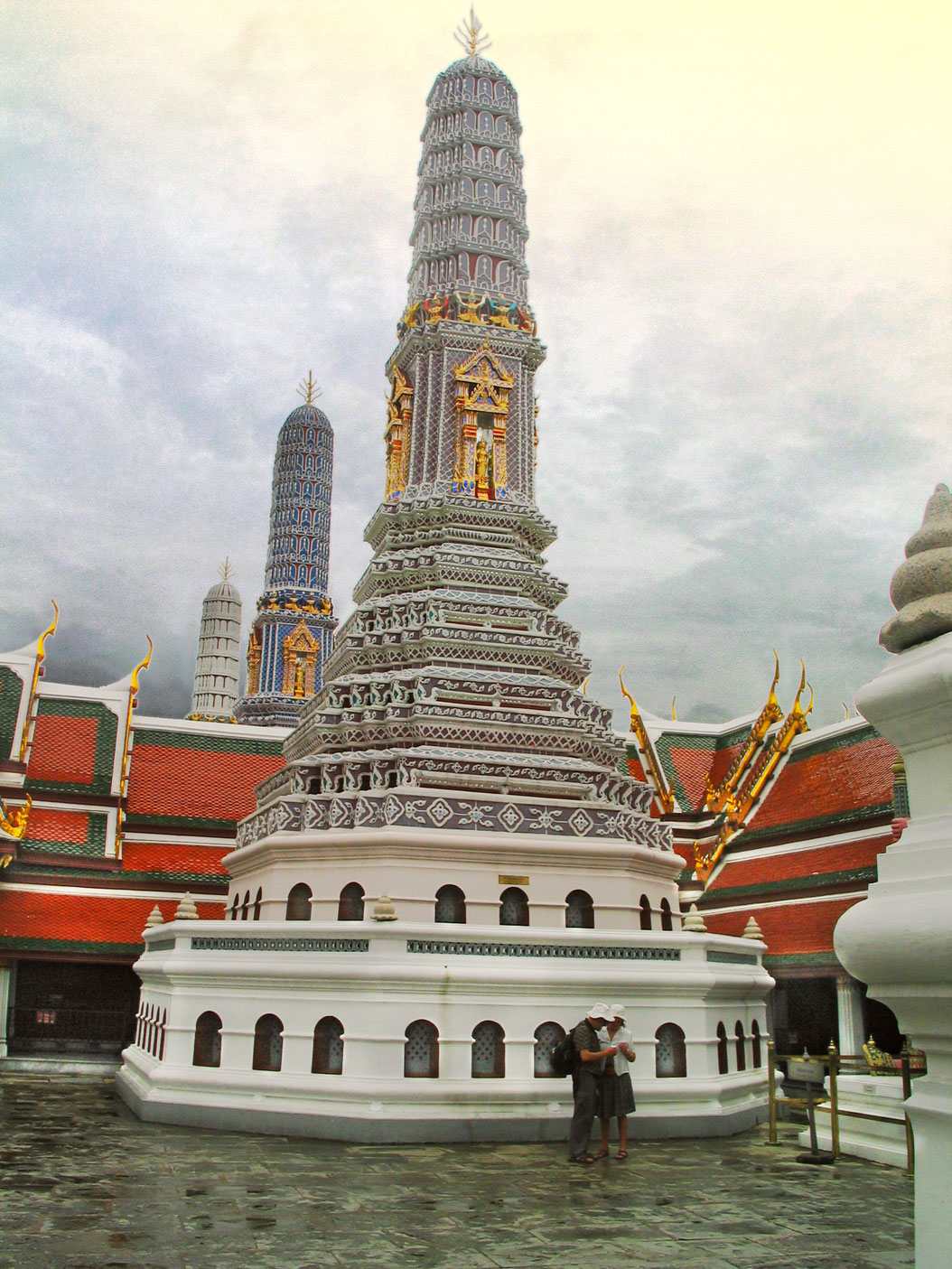
Drei der acht Prangs

- König Phra Phutthayotfa Chulalok (Rama I.) ließ östlich des Ubosot acht Prangs errichten. Sie wurden jeweils einem wichtigen Element des Buddhismus gewidmet. Und zwar (von Nord nach Süd): dem Buddha, dem Dhamma (der buddhistischen Lehre), dem Sangha (der Gemeinschaft der Mönche), den  Bhikkhunis (den buddhistischen Nonnen), den Pacceka Buddhas (Buddhas, die zwar die Erleuchtung erlangten, die aber nicht das Dhamma predigten – siehe Theravada), den Chakravartins (universelle Weltenherrscher, die nach buddhistischem Regeln herrschen), den Bodhisattva, und dem Maitreya Buddha (Thai: Metteya, dem zukünftigen Buddha).

### Der Phra Rabieng

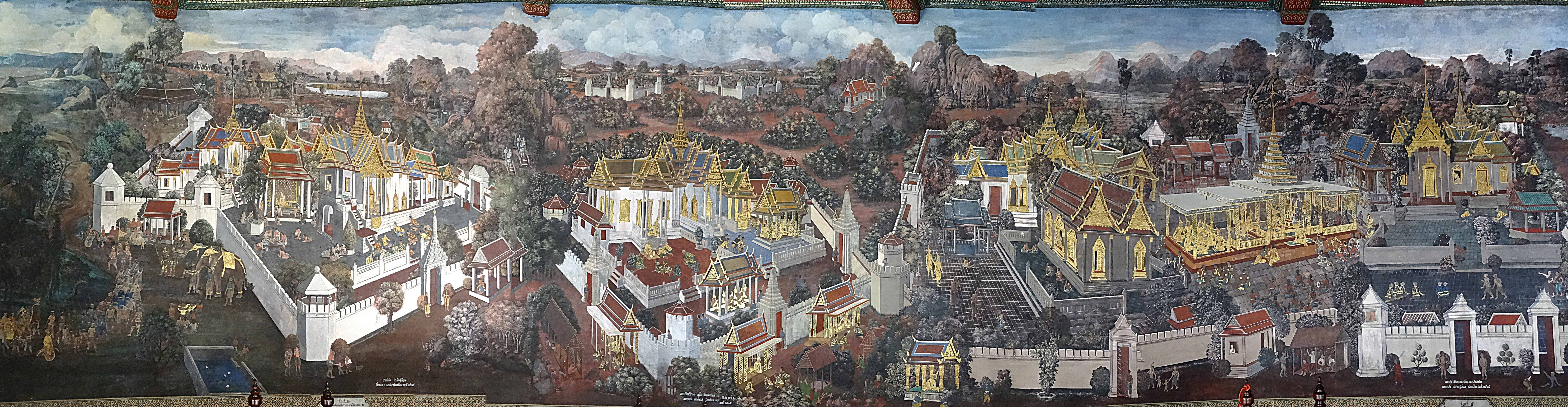
Ramakien-Wandmalereien im Phra Rabieng

- Die Galerien (Phra Rabieng) umgeben wie ein Kreuzgang den gesamten Tempelbezirk. Auf den Wänden ist das Ramakien dargestellt, das große hinduistische Epos über den Gotthelden Rama und seinen Sieg über das Böse. Die Geschichte wird auf insgesamt 178 Feldern in zahlreichen Einzel-Episoden erzählt. Die von König Chulalongkorn bearbeiteten Gedichte zu diesem Epos sind auf Marmortafeln geschrieben, die in die Pfeiler gegenüber den jeweiligen Bildern eingelassen wurden. Obwohl die Wandgemälde bisher schon viermal restauriert wurden (zuletzt 1982), sind sie doch immer noch ein Beispiel klassischer thailändischer Malerei. Achtung: die Geschichte beginnt nicht etwa am Eingang, an dem die Touristen den Tempel betreten, sondern neben dem Nordeingang, gegenüber dem Viharn Yot.

## Historisches
Als Chao Phraya Chakri, der zukünftige König Phutthayotfa Chulalok (Rama I.) die neue siamesische Hauptstadt aus strategischen Gründen auf die östliche Seite des Mae Nam Chao Phraya (Chao-Phraya-Fluss) verlegen wollte, gab es dort bereits seit mehr als 100 Jahren die Tempel Wat Potharam (heute Wat Phra Jetuphon, Wat Pho) und nördlich davon Wat Salak (heute Wat Mahathat). Das Gelände dazwischen war sehr sumpfig und musste erst trockengelegt werden. Die Bewohner, eine Siedlung von chinesischen Kaufleuten, wurden „gebeten“, ihre Geschäfte in die sog. „Gärten“ vor der Stadt (das heutige „Sampheng“) zu verlegen.
Am Sonntag, dem zehnten Tag des zunehmenden Mondes im Jahr des Tigers, im vierten Jahr der Dekade Chunlasakarat 1144, also im Jahre 2325 buddhistischer Zeitrechnung, morgens um 6:54 Uhr wurde eine Zeremonie der „Grundsteinlegung“ (Setzen der Stadt-Säule, auf Thai: Lak Mueang, gegenüber dem Grand Palace) durchgeführt. Nach der Gründung des Grand Palace wurde König Phutthayotfa Chulalok am 10. Juni 2325 in einer königlichen Zeremonie offiziell zum König gekrönt. (Zitat von einem Gedenkstein vor der Stadtverwaltung in Bangkok).
König Phutthayotfa Chulalok baute im östlichen Teil seines neuen Palastes einen neuen Tempel für den Smaragd-Buddha. Er nannte diesen Tempel „Wat Phra Si Rattana Satsadaram“, auf Deutsch etwa „Der Tempel des heiligen Juwels (des Gottes) Indra“, von den Einheimischen wird er heute kurz „Wat Phra Kaeo“ genannt, also „Tempel des Smaragd-Buddha“. In einer feierlichen Zeremonie wurde der Smaragd-Buddha am 22. März 1784 von Thonburi in seinen neuen Tempel gebracht, wo er noch heute verehrt werden kann.